# Wioślarstwo na Letnich Igrzyskach Olimpijskich 2016 – dwójka podwójna wagi lekkiej mężczyzn
Wioślarstwo na Letnich Igrzyskach Olimpijskich 2016 – dwójka podwójna wagi lekkiej mężczyzn – rywalizacja dwójek podwójnych wagi lekkiej mężczyzn (LM2x) podczas Letnich Igrzysk Olimpijskich 2016 w Rio de Janeiro, która została przeprowadzona w dniach 8–12 sierpnia 2016 roku na torze wioślarskim położonym na lagunie Lagoa Rodrigo de Freitas. Podobnie jak podczas innych seniorskich zawodów wioślarskich, zawodnicy w każdym z wyścigów pokonywali odległość 2 kilometrów.
W konkursie wzięło udział 40 zawodników, reprezentujących 20 państw. Wszyscy zawodnicy występowali w dwójkach złożonych z reprezentantów jednego państwa. 11 osad reprezentowało państwa europejskie. Poza tym, w konkursie znalazły się też trzy osady azjatyckie, dwie północnoamerykańskie, dwie południowoamerykańskie i dwie afrykańskie. Rozegrano czternaście wyścigów: cztery wyścigi eliminacyjne, dwa wyścigi repesażowe, dwa półfinały A/B, dwa półfinały C/D, oraz cztery finały: D, C, B i A. Zwycięstwo odnieśli faworyzowani reprezentanci Francji, Pierre Houin i Jérémie Azou. Drugie miejsce zajęli Irlandczycy, bracia Gary i Paul O’Donovanowie, a na trzecim stopniu podium stanęli Norwedzy, Kristoffer Brun i Are Strandli.

## Zasady kwalifikacji

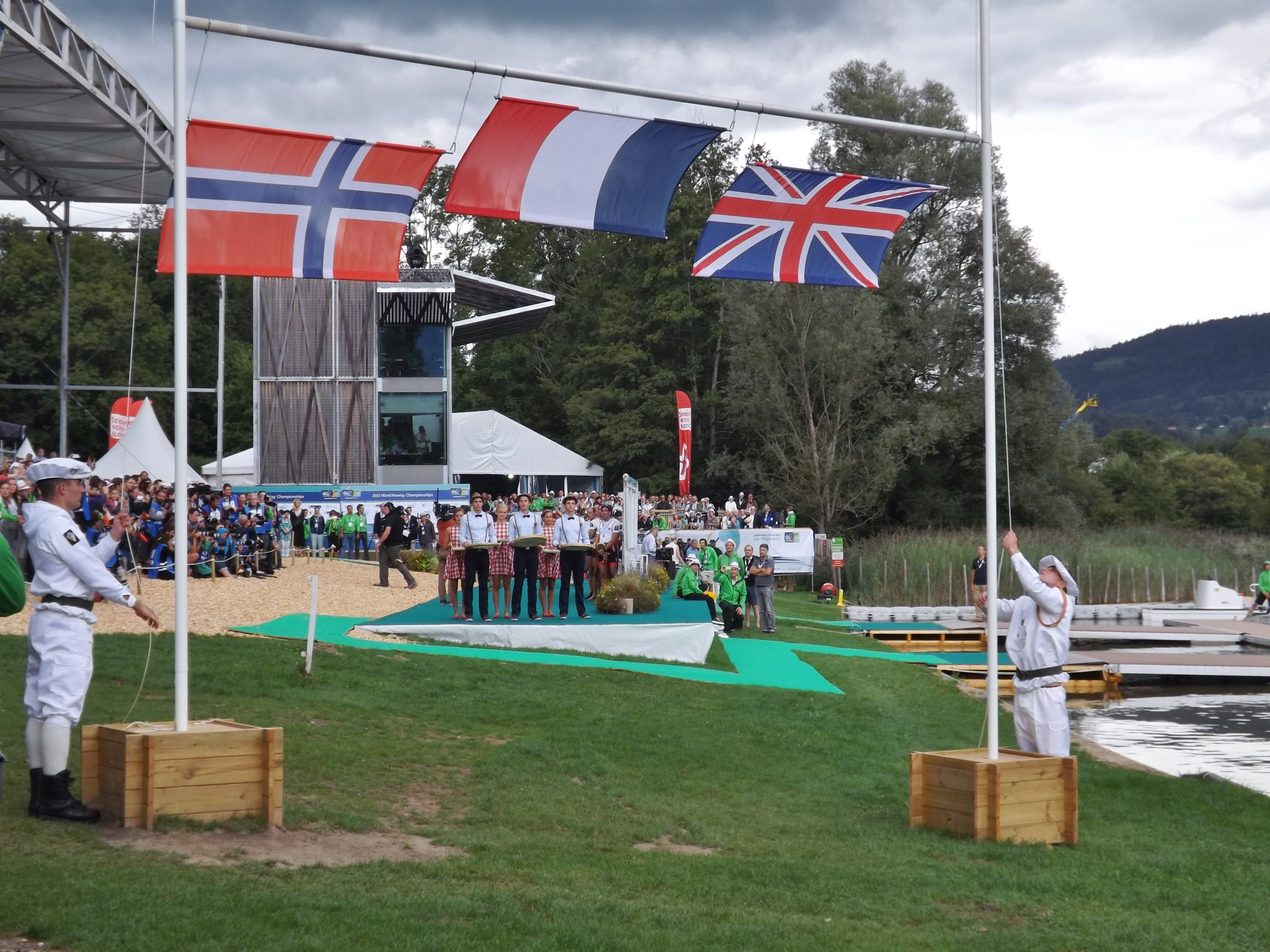
Ceremonia medalowa podczas Mistrzostw Świata w Wioślarstwie 2015, pierwszej imprezie kwalifikacyjnej do igrzysk olimpijskich

Do udziału w olimpijskim konkursie dwójek podwójnych wagi lekkiej mężczyzn uprawnionych mogło zostać 20 osad. Pierwszą okazją do zdobycia kwalifikacji olimpijskiej były mistrzostwa świata w wioślarstwie, które odbyły się w dniach 30 sierpnia – 15 września 2015 roku we francuskim Aiguebelette-le-Lac. Prawo udziału w igrzyskach olimpijskich otrzymywały osady, które zajęły miejsca od 1. do 11. Pozostałe 9 kwalifikacji przyznano podczas kontynentalnych imprez kwalifikacyjnych. W dniach 5–7 października 2015 roku w Tunisie odbyły się kwalifikacje afrykańskie, podczas których kwalifikację wywalczyła 1 osada. Po 3 osady uzyskały miejsca w regatach olimpijskich podczas kwalifikacji amerykańskich, które odbyły się w dniach 22–24 marca 2016 roku w Valparaíso, oraz podczas kwalifikacji wspólnych dla Azji i Oceanii, które miały miejsce w dniach 22-25 kwietnia 2016 roku w Chungju. Ostatnie 2 miejsca zostały przydzielone podczas kwalifikacji europejskich, które odbyły się w dniach 22–25 maja 2016 roku w Lucernie.
Każdy z narodowych komitetów olimpijskich mógł wystawić do udziału w igrzyskach wyłącznie jedną osadę w danej konkurencji. Jeżeli zawodnicy reprezentujący dany narodowy komitet olimpijski zdobyli kwalifikację podczas mistrzostw świata w wioślarstwie, skład osady występującej na igrzyskach mógł być różny od tego, który zdobył kwalifikację. Jeśli kwalifikacja została natomiast zdobyta podczas kontynentalnych regat kwalifikacyjnych, skład osady występującej na igrzyskach musiał być identyczny do tego, który zdobył kwalifikację. Ponadto, każdy kraj mógł uzyskać podczas kontynentalnych regat tylko jedną kwalifikację dla osady męskiej i jedną dla osady kobiecej. Jeśli dwie różne osady złożone z zawodników tej samej płci i reprezentujące jeden kraj zajęły podczas regat pozycję uprawniającą do udziału w igrzyskach, narodowy komitet olimpijski w ciągu 2 tygodni musiał podjąć decyzję, którą z tych osad wyśle do Rio de Janeiro. W ten sposób możliwości startu w igrzyskach pozbawione zostały osady Egiptu, Meksyku i Belgii. Tamtejsze komitety olimpijskie wybrały bowiem na swoich reprezentantów zawodników startujących w wyścigu jedynek, którzy również zajęli podczas kontynentalnych kwalifikacji miejsca premiowane awansem.
| Zawody                                 | Etap    | Poz. | Narodowość        | Zawodnicy                             | Rezultat |
| -------------------------------------- | ------- | ---- | ----------------- | ------------------------------------- | -------- |
| Mistrzostwa Świata w Wioślarstwie 2015 | Finał A | 1    | Francja           | Stany Delayre Jérémie Azou            | 6:13,380 |
| Mistrzostwa Świata w Wioślarstwie 2015 | Finał A | 2    | Wielka Brytania   | William Fletcher Richard Chambers     | 6:15,150 |
| Mistrzostwa Świata w Wioślarstwie 2015 | Finał A | 3    | Norwegia          | Kristoffer Brun Are Strandli          | 6:15,620 |
| Mistrzostwa Świata w Wioślarstwie 2015 | Finał A | 4    | Południowa Afryka | James Thompson John Smith             | 6:17,460 |
| Mistrzostwa Świata w Wioślarstwie 2015 | Finał A | 5    | Włochy            | Andrea Micheletti Pietro Ruta         | 6:19,390 |
| Mistrzostwa Świata w Wioślarstwie 2015 | Finał A | 6    | Niemcy            | Moritz Moos Jason Osborne             | 6:26,040 |
| Mistrzostwa Świata w Wioślarstwie 2015 | Finał B | 1    | Polska            | Artur Mikołajczewski Miłosz Jankowski | 6:20,250 |
| Mistrzostwa Świata w Wioślarstwie 2015 | Finał B | 2    | Stany Zjednoczone | Andrew Campbell Joshua Konieczny      | 6:20,550 |
| Mistrzostwa Świata w Wioślarstwie 2015 | Finał B | 3    | Austria           | Paul Sieber Bernhard Sieber           | 6:22,040 |
| Mistrzostwa Świata w Wioślarstwie 2015 | Finał B | 4    | Szwajcaria        | Daniel Wiederkehr Michael Schmid      | 6:22,340 |
| Mistrzostwa Świata w Wioślarstwie 2015 | Finał B | 5    | Irlandia          | Gary O’Donovan Paul O’Donovan         | 6:23,200 |
| Afrykańskie regaty kwalifikacyjne      | Finał A | 1*   | Egipt             | Omar Emira Mohamed Nofel              | 6:46,180 |
| Afrykańskie regaty kwalifikacyjne      | Finał A | 1    | Angola            | André Matias Jean-Luc Rasamoelina     | 6:50,230 |
| Amerykańskie regaty kwalifikacyjne     | Finał A | 1    | Brazylia          | William Giaretton Xavier Vela         | 6:25,900 |
| Amerykańskie regaty kwalifikacyjne     | Finał A | 2*   | Meksyk            | N/N                                   | 6:27,400 |
| Amerykańskie regaty kwalifikacyjne     | Finał A | 2    | Kuba              | Raúl Hernández Liosbel Hernández      | 6:27,500 |
| Amerykańskie regaty kwalifikacyjne     | Finał A | 3    | Chile             | Felipe Cárdenas Bernardo Guerrero     | N/N      |
| Regaty kwalifikacyjne Azji i Oceanii   | Finał A | 1    | Chiny             | Sun Man Wang Chunxin                  | 6:24,700 |
| Regaty kwalifikacyjne Azji i Oceanii   | Finał A | 2    | Japonia           | Hiroshi Nakano Hideki Omoto           | 6:27,790 |
| Regaty kwalifikacyjne Azji i Oceanii   | Finał A | 3    | Hongkong          | Chiu Hin Chun Tang Chiu Mang          | 6:29,760 |
| Europejskie regaty kwalifikacyjne      | Finał A | 1*   | Belgia            | Tim Brys Niels van Zandweghe          | 6:21,780 |
| Europejskie regaty kwalifikacyjne      | Finał A | 1    | Turcja            | Hüseyin Kandemir Enes Kuşku           | 6:23,100 |
| Europejskie regaty kwalifikacyjne      | Finał A | 2    | Dania             | Mads Rasmussen Rasmus Quist Hansen    | 6:23,130 |

### Zmiany w składach
Podczas igrzysk olimpijskich w takich samych składach jak podczas imprez kwalifikacyjnych wystąpiło 17 osad. W osadzie włoskiej Pietro Ruta został zastąpiony przez Marcello Mianiego. Sam zaś wziął udział w wyścigu czwórek wagi lekkiej. W osadzie francuskiej Pierre Houin zastąpił Stanyego Delayre'a po tym, gdy okazał się od niego szybszy w wyścigu jedynek podczas mistrzostw Francji. Do wyjątkowej zmiany dopuszczono także w osadzie tureckiej, która zdobyła kwalifikację w ramach europejskich regat kwalifikacyjnych. Enes Kuşku w wyniku wypadku zranił się na kilka tygodni przed igrzyskami olimpijskimi w brzuch i pachwinę, w związku z czym został zastąpiony przez Cema Yılmaza.

## Format

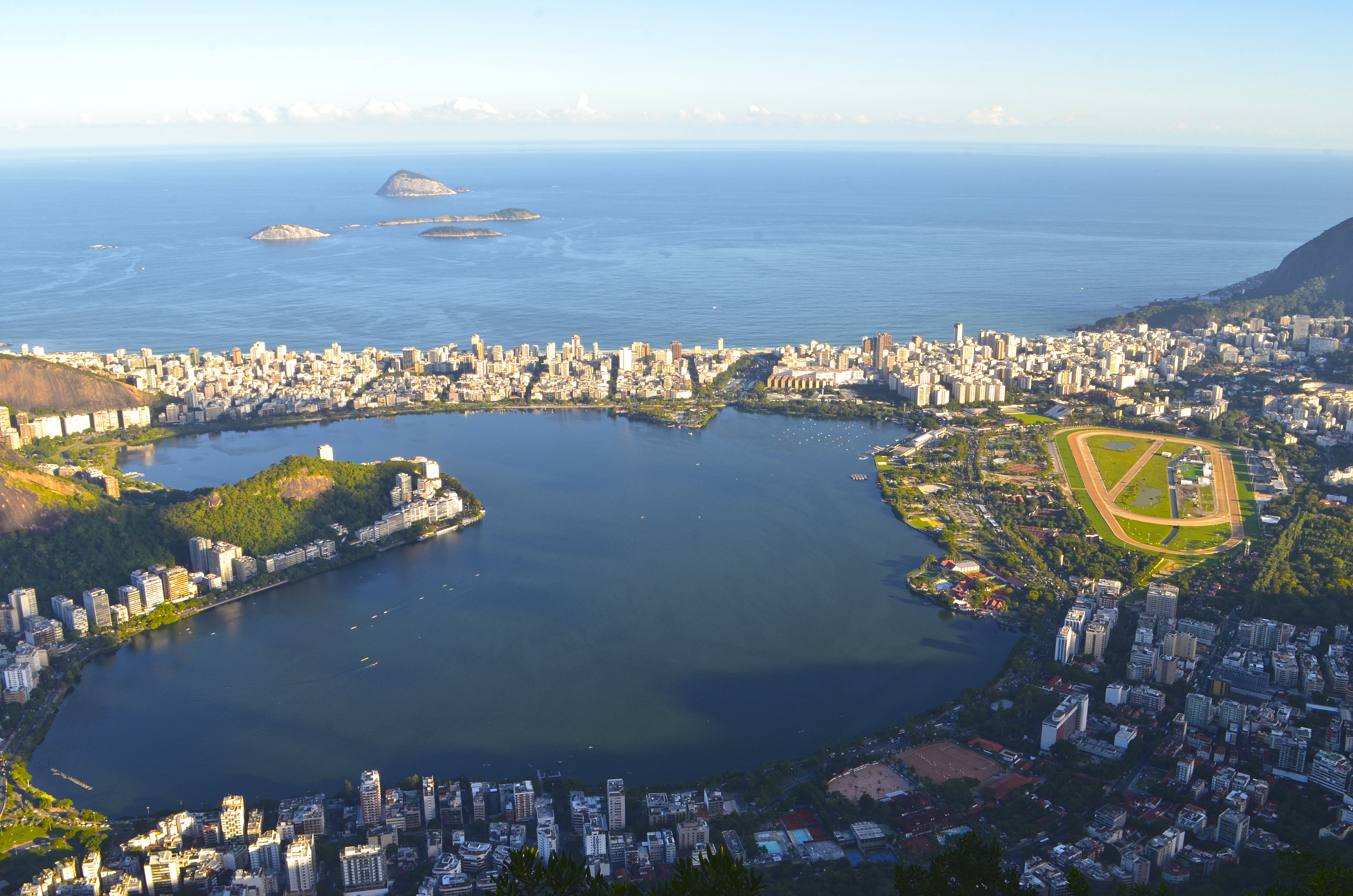
Lagoa Rodrigo de Freitas, lokalizacja na której rozgrywano zawody wioślarskie podczas igrzysk olimpijskich w Rio de Janeiro

Rywalizacja olimpijska została podzielona na cztery etapy. Pierwszym z nich były wyścigi eliminacyjne. We wszystkich czterech z nich wzięło udział po pięć osad. Do półfinałów bezpośrednio zakwalifikowano osady, które uplasowały się na miejscach pierwszym i drugim w swoich wyścigach eliminacyjnych. Pozostałe osady wzięły udział w dwóch wyścigach repesażowych, z których po dwie najszybsze osady awansowały do półfinałów A i B, zaś pozostałe uczestniczyły w półfinałach C i D. W półfinałach C i D udział wzięły po cztery osady, z których trzy najlepsze awansowały do finału C, zaś pozostałe otrzymywały prawo wystąpienia w finale D. Osady uczestniczące w finale C sklasyfikowano na pozycjach od 13. do 18., zaś osady biorące udział w finale D zajęły miejsca 19. i 20. W półfinałach A i B udział wzięło po sześć osad, z których trzy awansowały do finału A, zaś pozostałe – do finału B. Osady uczestniczące w finale A zostały sklasyfikowane na miejscach od 1. do 6., zaś osady biorące udział w finale B uplasowały się na pozycjach od 7. do 12.

### Terminarz
Początkowo rywalizacja dwójek podwójnych wagi lekkiej mężczyzn miała odbyć się w dniach 7–12 sierpnia. Wyścigi eliminacyjne miały zostać rozegrane 7 sierpnia, repesaże – 8 sierpnia, półfinały C/D – 9 sierpnia, półfinały A/B i finały C oraz D – 10 sierpnia, a finały A oraz B – 12 sierpnia. Z powodu złych warunków pogodowych nie odbyły się zawody zaplanowane na 7 sierpnia oraz 10 sierpnia, przez co plan zawodów uległ znacznej zmianie. Wyścigi eliminacyjne przeniesiono na 8 sierpnia, a repesaże na 9 sierpnia. Wszystkie półfinały rozegrano 11 sierpnia, a wszystkie finały – 12 sierpnia.
Wszystkie godziny podane są w czasie brazylijskim (UTC-03:00) oraz polskim (CEST).
| Data        | Godzina rozpoczęcia | Godzina rozpoczęcia |                           |
| Data        | UTC-03:00           | CEST                |                           |
| ----------- | ------------------- | ------------------- | ------------------------- |
| 8 sierpnia  | 11:50               | 16:50               | 1. wyścig eliminacyjny    |
| 8 sierpnia  | 12:00               | 17:00               | 2. wyścig eliminacyjny    |
| 8 sierpnia  | 12:10               | 17:10               | 3. wyścig eliminacyjny    |
| 8 sierpnia  | 12:20               | 17:20               | 4. wyścig eliminacyjny    |
| 9 sierpnia  | 11:40               | 16:40               | 1. wyścig repesażowy      |
| 9 sierpnia  | 11:50               | 16:50               | 2. wyścig repesażowy      |
| 11 sierpnia | 09:10               | 14:10               | 1. wyścig półfinałowy A/B |
| 11 sierpnia | 09:20               | 14:20               | 2. wyścig półfinałowy A/B |
| 11 sierpnia | 13:40               | 18:40               | 1. wyścig półfinałowy C/D |
| 11 sierpnia | 13:50               | 18:50               | 2. wyścig półfinałowy C/D |
| 12 sierpnia | 09:20               | 14:20               | finał B                   |
| 12 sierpnia | 10:45               | 15:45               | finał A                   |
| 12 sierpnia | 12:10               | 17:10               | finał D                   |
| 12 sierpnia | 12:30               | 17:30               | finał C                   |

## Faworyci
Przed rozpoczęciem igrzysk w roli głównych faworytów do zdobycia złotego medalu specjalistyczne serwisy sportowe upatrywały osadę francuską. Stany Delayre i Jérémie Azou zwyciężyli m.in. w mistrzostwach świata w 2015 roku, a także trzech kolejnych mistrzostwach Europy w latach 2012–2015. Jérémie Azou w parze z Pierre’em Houinem tryumfował także podczas dwóch spośród trzech zawodów Pucharu Świata rozgrywanych w 2016 roku, przed rozpoczęciem igrzysk olimpijskich. Na pozycjach medalowych przed rozpoczęciem igrzysk olimpijskich umieszczano także brązowych medalistów mistrzostw świata w 2015 roku oraz mistrzostw Europy w 2016 roku – Norwegów Kristoffera Bruna i Are Strandlego oraz mistrzów świata z 2014 roku – Jamesa Thompsona i Johna Smitha reprezentujących Republikę Południowej Afryki. W poniższej tabeli przedstawiono rezultaty najważniejszych regat wioślarskich rozgrywanych w latach 2012–2016 oraz zawodów Pucharu Świata bezpośrednio poprzedzających igrzyska olimpijskie w Rio de Janeiro. Pogrubioną czcionką oznaczono zawodników startujących w tej konkurencji podczas Igrzysk XXXI Olimpiady.
| Data                                 | Lokalizacja                       | 1. miejsce                        | Wynik                             | 2. miejsce                        | Wynik                             | 3. miejsce                        | Wynik                             | Źródło                            |
| mistrzostwa świata w wioślarstwie    | mistrzostwa świata w wioślarstwie | mistrzostwa świata w wioślarstwie | mistrzostwa świata w wioślarstwie | mistrzostwa świata w wioślarstwie | mistrzostwa świata w wioślarstwie | mistrzostwa świata w wioślarstwie | mistrzostwa świata w wioślarstwie | mistrzostwa świata w wioślarstwie |
| ------------------------------------ | --------------------------------- | --------------------------------- | --------------------------------- | --------------------------------- | --------------------------------- | --------------------------------- | --------------------------------- | --------------------------------- |
| 31 sierpnia 2013                     | Chungju                           | Kristoffer Brun Are Strandli      | 6:36,040                          | Simon Schuerch Mario Gyr          | 6:37,110                          | Richard Chambers Peter Chambers   | 6:38,040                          | [ 25 ]                            |
| 30 sierpnia 2014                     | Amsterdam                         | James Thompson John Smith         | 6:05,360                          | Stany Delayre Jérémie Azou        | 6:05,450                          | Kristoffer Brun Are Strandli      | 6:05,790                          | [ 24 ]                            |
| 5 września 2015                      | Aiguebelette-le-Lac               | Stany Delayre Jérémie Azou        | 6:13,380                          | William Fletcher Richard Chambers | 6:15,150                          | Kristoffer Brun Are Strandli      | 6:15,620                          | [ 5 ]                             |
| mistrzostwa Europy w wioślarstwie    |                                   |                                   |                                   |                                   |                                   |                                   |                                   |                                   |
| 2 czerwca 2013                       | Sewilla                           | Stany Delayre Jérémie Azou        | 6:56,610                          | Kristoffer Brun Are Strandli      | 6:58,960                          | Simon Schuerch Mario Gyr          | 6:59,400                          | [ 17 ]                            |
| 1 czerwca 2014                       | Belgrad                           | Stany Delayre Jérémie Azou        | 6:11,800                          | Konstantin Steinhübel Lars Hartig | 6:13,220                          | Kristoffer Brun Are Strandli      | 6:13,280                          | [ 18 ]                            |
| 31 maja 2015                         | Poznań                            | Stany Delayre Jérémie Azou        | 6:11,380                          | Richard Chambers William Fletcher | 6:14,330                          | Kristoffer Brun Are Strandli      | 6:15,530                          | [ 19 ]                            |
| 8 maja 2016                          | Brandenburg                       | Gary O’Donovan Paul O’Donovan     | 6:57,760                          | Moritz Moos Jason Osborne         | 6:59,540                          | Kristoffer Brun Are Strandli      | 7:00,520                          | [ 23 ]                            |
| zawody pucharu świata w wioślarstwie |                                   |                                   |                                   |                                   |                                   |                                   |                                   |                                   |
| 17 kwietnia 2016                     | Varese                            | James Thompson John Smith         | 6:41,130                          | Gary O’Donovan Paul O’Donovan     | 6:41,360                          | Tim Brys Nils van Zandweghe       | 6:44,120                          | [ 20 ]                            |
| 29 maja 2016                         | Lucerna                           | Pierre Houin Jérémie Azou         | 6:19,260                          | Kristoffer Brun Are Strandli      | 6:21,810                          | James Thompson John Smith         | 6:22,420                          | [ 21 ]                            |
| 19 czerwca 2016                      | Poznań                            | Pierre Houin Jérémie Azou         | 6:11,920                          | Kristoffer Brun Are Strandli      | 6:14,010                          | Andrea Micheletti Marcello Miani  | 6:14,670                          | [ 22 ]                            |

## Rekordy
| Nazwa             | Zawodnicy                 | Rezultat | Miejsce   | Data             |
| ----------------- | ------------------------- | -------- | --------- | ---------------- |
| Rekord świata     | John Smith James Thompson | 6:05,360 | Amsterdam | 30 sierpnia 2014 |
| Rekord olimpijski | Mark Hunter Zac Purchase  | 6:10,990 | Pekin     | 17 sierpnia 2008 |

## Wyniki

### Wyścigi eliminacyjne

#### Wyścig 1
Pierwszy wyścig eliminacyjny odbył się 8 sierpnia o godzinie 11:50 czasu lokalnego i był 21. wyścigiem rozgrywanym tego dnia na torze wioślarskim. W wyścigu wzięło udział pięć osad: niemiecka, turecka, duńska, włoska i irlandzka. Na pierwszych 500 metrach na czoło wysunęli się Włosi przed Niemcami i Turkami. Na czwartym miejscu pierwszy punkt pomiaru czasu mijali Irlandczycy. W kolejnych fazach wyścigu ich tempo spadało jednak wolniej niż pozostałych osad, zaś na ostatnich 500 metrach znacząco wzrosło. W efekcie przed połową dystansu wyprzedzili oni słabnących Turków oraz Niemców, a później również i Włochów, finiszując na pierwszym miejscu. Jako drudzy na mecie pojawili się Włosi, a jako trzeci Duńczycy. Niemcy mimo gwałtownego spadku tempa na końcowych metrach obronili się przed Turkami, którzy zamknęli stawkę z czasem gorszym o niemalże 18 sekund od zwycięzców.
| Poz. | Tor | Zawodnicy                          | Państwo  | Rezultaty po przepłynięciu: | Rezultaty po przepłynięciu: | Rezultaty po przepłynięciu: | Rezultaty po przepłynięciu: | Rezultaty po przepłynięciu: | Rezultaty po przepłynięciu: | Rezultat końcowy | Kwal. |
| Poz. | Tor | Zawodnicy                          | Państwo  | 500m                        | 500m                        | 1000m                       | 1000m                       | 1500m                       | 1500m                       | Rezultat końcowy | Kwal. |
| ---- | --- | ---------------------------------- | -------- | --------------------------- | --------------------------- | --------------------------- | --------------------------- | --------------------------- | --------------------------- | ---------------- | ----- |
| 1.   | 5   | Gary O’Donovan Paul O’Donovan      | Irlandia | 1:33,61                     | 4.                          | 3:11,67                     | 2.                          | 4:49,72                     | 2.                          | 6:23,72          | Q     |
| 2.   | 4   | Andrea Micheletti Marcello Miani   | Włochy   | 1:32,31                     | 1.                          | 3:09,82                     | 1.                          | 4:49,29                     | 1.                          | 6:24,10          | Q     |
| 3.   | 3   | Mads Rasmussen Rasmus Quist Hansen | Dania    | 1:33,72                     | 5.                          | 3:12,20                     | 4.                          | 4:51,61                     | 3.                          | 6:33,67          | R     |
| 4.   | 1   | Moritz Moos Jason Osborne          | Niemcy   | 1:32,53                     | 2.                          | 3:11,45                     | 2.                          | 4:54,23                     | 4.                          | 6:40,48          | R     |
| 5.   | 2   | Hüseyin Kandemir Cem Yılmaz        | Turcja   | 1:32,61                     | 3.                          | 3:14,34                     | 5.                          | 4:58,82                     | 5.                          | 6:41,67          | R     |

#### Wyścig 2
Drugi wyścig eliminacyjny odbył się 8 sierpnia o godzinie 12:00 czasu lokalnego i był 22. wyścigiem rozgrywanym w tym dniu na torze wioślarskim. Wystąpiło w nim pięć osad: hongkońska, amerykańska, norweska, chilijska i austriacka. W początkowej fazie wyścigu na prowadzenie wysunęli się Norwegowie, wyprzedzający Amerykanów i Chilijczyków. Wszystkie trzy osady nie oddały swoich pozycji aż do mety. Na czwartym miejscu najpierw utrzymywali się reprezentanci Hongkongu. Później jednak zostali wyprzedzeni przez Austriaków i finiszowali na ostatnim miejscu ze stratą przeszło 20 sekund do zwycięzców.
| Poz. | Tor | Zawodnicy                         | Państwo           | Rezultaty po przepłynięciu: | Rezultaty po przepłynięciu: | Rezultaty po przepłynięciu: | Rezultaty po przepłynięciu: | Rezultaty po przepłynięciu: | Rezultaty po przepłynięciu: | Rezultat końcowy | Kwal. |
| Poz. | Tor | Zawodnicy                         | Państwo           | 500m                        | 500m                        | 1000m                       | 1000m                       | 1500m                       | 1500m                       | Rezultat końcowy | Kwal. |
| ---- | --- | --------------------------------- | ----------------- | --------------------------- | --------------------------- | --------------------------- | --------------------------- | --------------------------- | --------------------------- | ---------------- | ----- |
| 1.   | 3   | Kristoffer Brun Are Strandli      | Norwegia          | 1:31,16                     | 1.                          | 3:08,58                     | 1.                          | 4:47,40                     | 1.                          | 6:24,81          | Q     |
| 2.   | 2   | Joshua Konieczny Andrew Campbell  | Stany Zjednoczone | 1:33,14                     | 2.                          | 3:10,41                     | 2.                          | 4:49,21                     | 2.                          | 6:26,56          | Q     |
| 3.   | 4   | Felipe Cárdenas Bernardo Guerrero | Chile             | 1:34,18                     | 3.                          | 3:14,73                     | 3.                          | 4:57,02                     | 3.                          | 6:38,95          | R     |
| 4.   | 5   | Bernhard Sieber Paul Sieber       | Austria           | 1:35,28                     | 5.                          | 3:15,70                     | 4.                          | 4:59,36                     | 4.                          | 6:43,37          | R     |
| 5.   | 1   | Chiu Hin Chun Tang Chiu Mang      | Hongkong          | 1:35,00                     | 4.                          | 3:17,26                     | 5.                          | 5:01,83                     | 5.                          | 6:45,05          | R     |

#### Wyścig 3
Trzeci wyścig eliminacyjny odbył się 8 sierpnia o godzinie 12:10 czasu lokalnego i był 23. wyścigiem rozgrywanym w tym dniu na torze wioślarskim. Wystąpiło w nim pięć osad: polska, japońska, kubańska, angolska i francuska. Na pierwszych 500 metrach na prowadzenie wysunęli się Francuzi, wyprzedzając kolejno Polaków, Japończyków, Kubańczyków i Angolczyków. W takiej samej kolejności osady przypłynęły do wszystkich kolejnych punktów pomiaru czasu oraz linii mety. Ostatnia osada angolska straciła do zwycięskich Francuzów przeszło 34 sekundy.
| Poz. | Tor | Zawodnicy                             | Państwo | Rezultaty po przepłynięciu: | Rezultaty po przepłynięciu: | Rezultaty po przepłynięciu: | Rezultaty po przepłynięciu: | Rezultaty po przepłynięciu: | Rezultaty po przepłynięciu: | Rezultat końcowy | Kwal. |
| Poz. | Tor | Zawodnicy                             | Państwo | 500m                        | 500m                        | 1000m                       | 1000m                       | 1500m                       | 1500m                       | Rezultat końcowy | Kwal. |
| ---- | --- | ------------------------------------- | ------- | --------------------------- | --------------------------- | --------------------------- | --------------------------- | --------------------------- | --------------------------- | ---------------- | ----- |
| 1.   | 5   | Pierre Houin Jérémie Azou             | Francja | 1:32,03                     | 1.                          | 3:08,40                     | 1.                          | 4:47,31                     | 1.                          | 6:24,62          | Q     |
| 2.   | 1   | Artur Mikołajczewski Miłosz Jankowski | Polska  | 1:33,65                     | 2.                          | 3:10,19                     | 2.                          | 4:50,26                     | 2.                          | 6:27,70          | Q     |
| 3.   | 2   | Hiroshi Nakano Hideki Omoto           | Japonia | 1:33,82                     | 3.                          | 3:12,50                     | 3.                          | 4:53,48                     | 3.                          | 6:34,27          | R     |
| 4.   | 3   | Raúl Hernández Liosbel Hernández      | Kuba    | 1:35,18                     | 4.                          | 3:14,35                     | 4.                          | 4:57,01                     | 4.                          | 6:39,79          | R     |
| 5.   | 4   | André Matias Jean-Luc Rasamoelina     | Angola  | 1:38,39                     | 5.                          | 3:22,93                     | 5.                          | 5:11,60                     | 5.                          | 6:58,93          | R     |

#### Wyścig 4
Czwarty wyścig eliminacyjny odbył się 8 sierpnia o godzinie 12:20 czasu lokalnego i był 24. wyścigiem rozgrywanym w tym dniu na torze wioślarskim. Wystąpiło w nim pięć osad: brazylijska, szwajcarska, chińska, brytyjska i południowoafrykańska. Na początku rywalizacji na czoło wysunęli się Brytyjczycy, wyprzedzając reprezentantów RPA o 1,37 sekundy. Później ich tempo spadało jednak znacznie szybciej niż miało to miejsce w przypadku ich głównych rywali. W rezultacie na 500 metrów przed metą na prowadzeniu znajdowała się już osada południowoafrykańska. Brytyjczycy utrzymali jednak do końca wyścigu drugą pozycję, zaś na trzeciej finiszowali Szwajcarzy, którzy przez większość dystansu zamykali stawkę, a Chińczyków i Brazylijczyków wyprzedzili na ostatnich kilkuset metrach. Na ostatnim miejscu do mety dotarli Brazylijczycy ze stratą 8,03 sekundy.
| Poz. | Tor | Zawodnicy                         | Państwo           | Rezultaty po przepłynięciu: | Rezultaty po przepłynięciu: | Rezultaty po przepłynięciu: | Rezultaty po przepłynięciu: | Rezultaty po przepłynięciu: | Rezultaty po przepłynięciu: | Rezultat końcowy | Kwal. |
| Poz. | Tor | Zawodnicy                         | Państwo           | 500m                        | 500m                        | 1000m                       | 1000m                       | 1500m                       | 1500m                       | Rezultat końcowy | Kwal. |
| ---- | --- | --------------------------------- | ----------------- | --------------------------- | --------------------------- | --------------------------- | --------------------------- | --------------------------- | --------------------------- | ---------------- | ----- |
| 1.   | 5   | James Thompson John Smith         | Południowa Afryka | 1:31,48                     | 2.                          | 3:06,87                     | 2.                          | 4:44,79                     | 1.                          | 6:23,10          | Q     |
| 2.   | 4   | William Fletcher Richard Chambers | Wielka Brytania   | 1:30,01                     | 1.                          | 3:05,50                     | 1.                          | 4:45,45                     | 2.                          | 6:25,62          | Q     |
| 3.   | 2   | Daniel Wiederkehr Michael Schmid  | Szwajcaria        | 1:35,64                     | 5.                          | 3:13,22                     | 5.                          | 4:52,53                     | 5.                          | 6:29,95          | R     |
| 4.   | 3   | Sun Man Wang Chunxin              | Chiny             | 1:32,86                     | 3.                          | 3:11,04                     | 3.                          | 4:52,09                     | 4.                          | 6:30,83          | R     |
| 5.   | 1   | Xavier Vela William Giaretton     | Brazylia          | 1:34,49                     | 4.                          | 3:11,84                     | 4.                          | 4:51,89                     | 3.                          | 6:31,13          | R     |

### Repesaże

#### Wyścig 1
Pierwszy wyścig repesażowy odbył się 9 sierpnia o godzinie 11:40 czasu lokalnego i był 20. wyścigiem rozegranym w tym dniu na torze wioślarskim. Wystąpiło w nim sześć osad: angolska, kubańska, duńska, chilijska, chińska i turecka. Stawce początkowo przewodziły płynący w niewielkiej odległości od siebie Duńczycy i Turkowie. Podczas gdy Duńczycy utrzymali jednak swoje prowadzenie aż do mety, Turkowie spadali coraz dalej w klasyfikacji. Przed połową dystansu wyprzedzili ich Chińczycy, a później także i Kubańczycy i Chilijczycy. Ostatecznie na trzecim miejscu – za Duńczykami i Chińczykami – finiszowała osada kubańska, zaś na czwartym chilijska. Ostatni na mecie Angolczycy stracili do zwycięzców niespełna 27 sekund.
| Poz. | Tor | Zawodnicy                          | Państwo | Rezultaty po przepłynięciu: | Rezultaty po przepłynięciu: | Rezultaty po przepłynięciu: | Rezultaty po przepłynięciu: | Rezultaty po przepłynięciu: | Rezultaty po przepłynięciu: | Rezultat końcowy | Kwal. |
| Poz. | Tor | Zawodnicy                          | Państwo | 500m                        | 500m                        | 1000m                       | 1000m                       | 1500m                       | 1500m                       | Rezultat końcowy | Kwal. |
| ---- | --- | ---------------------------------- | ------- | --------------------------- | --------------------------- | --------------------------- | --------------------------- | --------------------------- | --------------------------- | ---------------- | ----- |
| 1.   | 3   | Mads Rasmussen Rasmus Quist Hansen | Dania   | 1:45:39                     | 1.                          | 3:31,89                     | 1.                          | 5:17,69                     | 1.                          | 7:02,78          | Q     |
| 2.   | 5   | Sun Man Wang Chunxin               | Chiny   | 1:46,75                     | 3.                          | 3:34,06                     | 2.                          | 5:20,02                     | 2.                          | 7:03,88          | Q     |
| 3.   | 2   | Raúl Hernández Liosbel Hernández   | Kuba    | 1:49,97                     | 5.                          | 3:37,49                     | 5.                          | 5:23,26                     | 3.                          | 7:07,17          | SC/D  |
| 4.   | 4   | Felipe Cárdenas Bernardo Guerrero  | Chile   | 1:47,53                     | 4.                          | 3:36,69                     | 4.                          | 5:25,49                     | 5.                          | 7:11,38          | SC/D  |
| 5.   | 6   | Cem Yılmaz Hüseyin Kandemir        | Turcja  | 1:45,39                     | 1.                          | 3:34,50                     | 3.                          | 5:24,81                     | 4.                          | 7:13,49          | SC/D  |
| 6.   | 1   | André Matias Jean-Luc Rasamoelina  | Angola  | 1:53,09                     | 6.                          | 3:47,25                     | 6.                          | 5:41,50                     | 6.                          | 7:29,73          | SC/D  |

#### Wyścig 2
Drugi wyścig repesażowy odbył się 9 sierpnia o godzinie 11:50 czasu lokalnego i był 21. wyścigiem rozegranym w tym dniu na torze wioślarskim. Wystąpiło w nim sześć osad: brazylijska, niemiecka, japońska, szwajcarska, austriacka i hongkońska. Na pierwszych 500 metrach na prowadzenie wysunęli się Niemcy, wyprzedzając o kilka sekund płynących na drugiej pozycji Austriaków. Obie osady utrzymały swoje miejsca aż do mety. Na końcu stawki płynęli początkowo Szwajcarzy. Dzięki temu, że utrzymali równe tempo na całym dystansie, w połowie rywalizacji wyprzedzili oni jednak reprezentantów Hongkongu, a później również i Japończyków oraz Brazylijczyków, awansując na trzecią pozycję. Na ostatnim miejscu finiszowali Hongkończycy ze stratą niespełna 17 sekund do zwycięzców.
| Poz. | Tor | Zawodnicy                        | Państwo    | Rezultaty po przepłynięciu: | Rezultaty po przepłynięciu: | Rezultaty po przepłynięciu: | Rezultaty po przepłynięciu: | Rezultaty po przepłynięciu: | Rezultaty po przepłynięciu: | Rezultat końcowy | Kwal. |
| Poz. | Tor | Zawodnicy                        | Państwo    | 500m                        | 500m                        | 1000m                       | 1000m                       | 1500m                       | 1500m                       | Rezultat końcowy | Kwal. |
| ---- | --- | -------------------------------- | ---------- | --------------------------- | --------------------------- | --------------------------- | --------------------------- | --------------------------- | --------------------------- | ---------------- | ----- |
| 1.   | 2   | Moritz Moos Jason Osborne        | Niemcy     | 1:42,78                     | 1.                          | 3:32,21                     | 1.                          | 5:21,98                     | 1.                          | 7:05,36          | Q     |
| 2.   | 5   | Bernhard Sieber Paul Sieber      | Austria    | 1:46,32                     | 2.                          | 3:34,95                     | 2.                          | 5:23,52                     | 2.                          | 7:06,41          | Q     |
| 3.   | 4   | Daniel Wiederkehr Michael Schmid | Szwajcaria | 1:48,69                     | 6.                          | 3:37,12                     | 5.                          | 5:24,63                     | 3.                          | 7:07,90          | SC/D  |
| 4.   | 3   | Hiroshi Nakano Hideki Omoto      | Japonia    | 1:48,27                     | 5.                          | 3:36,84                     | 4.                          | 5:27,01                     | 5.                          | 7:11,20          | SC/D  |
| 5.   | 1   | Xavier Vela William Giaretton    | Brazylia   | 1:47,39                     | 4.                          | 3:36,79                     | 3.                          | 5:25,98                     | 4.                          | 7:13,60          | SC/D  |
| 6.   | 6   | Chiu Hin Chun Tang Chiu Mang     | Hongkong   | 1:46,69                     | 3.                          | 3:38,10                     | 6.                          | 5:30,79                     | 6.                          | 7:22,05          | SC/D  |

### Wyścigi półfinałowe

#### 1. półfinał C/D
Pierwszy wyścig półfinałowy C/D odbył się 11 sierpnia o godzinie 13:40 czasu lokalnego i był 24. wyścigiem rozegranym w tym dniu na torze wioślarskim. Wystąpiły w nim cztery osady: angolska, japońska, kubańska i brazylijska. Na pierwszym kilometrze na prowadzeniu pozostawali Japończycy, wyprzedzając Brazylijczyków i Kubańczyków. Później jednak rywale znacznie przyspieszyli, co sprawiło, że na 500 metrów przed metą na prowadzenie wysunęli się Brazylijczycy, zaś na krótko przed linią mety Japończyków wyprzedziła jeszcze osada kubańska. Na czwartym miejscu przez cały dystans płynęli Angolczycy, finiszując ze stratą przeszło 12 sekund do zwycięskiej Brazylii.
| Poz. | Tor | Zawodnicy                         | Państwo  | Rezultaty po przepłynięciu: | Rezultaty po przepłynięciu: | Rezultaty po przepłynięciu: | Rezultaty po przepłynięciu: | Rezultaty po przepłynięciu: | Rezultaty po przepłynięciu: | Rezultat końcowy | Kwal. |
| Poz. | Tor | Zawodnicy                         | Państwo  | 500m                        | 500m                        | 1000m                       | 1000m                       | 1500m                       | 1500m                       | Rezultat końcowy | Kwal. |
| ---- | --- | --------------------------------- | -------- | --------------------------- | --------------------------- | --------------------------- | --------------------------- | --------------------------- | --------------------------- | ---------------- | ----- |
| 1.   | 4   | Xavier Vela William Giaretton     | Brazylia | 1:52,94                     | 2.                          | 3:49,06                     | 2.                          | 5:39,06                     | 1.                          | 7:27,34          | FC    |
| 2.   | 3   | Raúl Hernández Liosbel Hernández  | Kuba     | 1:55,46                     | 3.                          | 3:51,76                     | 3.                          | 5:43,23                     | 3.                          | 7:30,13          | FC    |
| 3.   | 2   | Hiroshi Nakano Hideki Omoto       | Japonia  | 1:52,41                     | 1.                          | 3:48,26                     | 1.                          | 5:40,03                     | 2.                          | 7:30,64          | FC    |
| 4.   | 1   | André Matias Jean-Luc Rasamoelina | Angola   | 1:36,65                     | 4.                          | 3:54,62                     | 4.                          | 5:49,99                     | 4.                          | 7:39,59          | FD    |

#### 2 półfinał C/D
Drugi wyścig półfinałowy C/D odbył się 11 sierpnia o godzinie 13:50 czasu lokalnego i był 25. wyścigiem rozegranym w tym dniu na torze wioślarskim. Wystąpiły w nim cztery osady: szwajcarska, turecka, chińska i hongkońska. Na początku dystansu na około 2-sekundowe prowadzenie wysunęli się Turkowie. Na drugim miejscu płynęli Chilijczycy, a na trzecim Szwajcarzy. Później Szwajcarzy znacznie jednak przyśpieszyli względem konkurencyjnych osad, dzięki czemu na 500 metrów przed metą plasowali się już przed reprezentantami Chile. Na ostatnich metrach wysunęli się zaś na prowadzenie i finiszowali na pierwszym miejscu. Na końcu stawki przez cały dystans płynęli Hongkończycy, którzy dotarli do mety ze stratą przeszło 11 sekund do zwycięzców.
| Poz. | Tor | Zawodnicy                         | Państwo    | Rezultaty po przepłynięciu: | Rezultaty po przepłynięciu: | Rezultaty po przepłynięciu: | Rezultaty po przepłynięciu: | Rezultaty po przepłynięciu: | Rezultaty po przepłynięciu: | Rezultat końcowy | Kwal. |
| Poz. | Tor | Zawodnicy                         | Państwo    | 500m                        | 500m                        | 1000m                       | 1000m                       | 1500m                       | 1500m                       | Rezultat końcowy | Kwal. |
| ---- | --- | --------------------------------- | ---------- | --------------------------- | --------------------------- | --------------------------- | --------------------------- | --------------------------- | --------------------------- | ---------------- | ----- |
| 1.   | 3   | Daniel Wiederkehr Michael Schmid  | Szwajcaria | 1:54,07                     | 3.                          | 3:46,98                     | 3.                          | 5:35,37                     | 2.                          | 7:22,15          | FC    |
| 2.   | 4   | Cem Yılmaz Hüseyin Kandemir       | Turcja     | 1:50,65                     | 1.                          | 3:44,08                     | 1.                          | 5:35,08                     | 1.                          | 7:24,14          | FC    |
| 3.   | 2   | Felipe Cárdenas Bernardo Guerrero | Chile      | 1:52,48                     | 2.                          | 3:46,23                     | 2.                          | 5:36,90                     | 3.                          | 7:24,71          | FC    |
| 4.   | 1   | Chiu Hin Chun Tang Chiu Mang      | Hongkong   | 1:55,32                     | 4.                          | 3:49,34                     | 4.                          | 5:40,91                     | 4.                          | 7:33,47          | FD    |

#### 1. półfinał A/B
Pierwszy wyścig półfinałowy A/B odbył się 11 sierpnia o godzinie 9:10 czasu lokalnego i był 5. wyścigiem rozgrywanym w tym dniu na torze wioślarskim. Wystąpiło w nim sześć osad: niemiecka, amerykańska, francuska, irlandzka, brytyjska i chińska. Na pierwszych 500 metrach na prowadzenie wysunęli się Francuzi, wyprzedzający o nieco ponad sekundę plasujących się na drugiej pozycji Amerykanów. Obie osady utrzymały swoje lokaty aż do mety. Na trzecim miejscu początkowo płynęli Brytyjczycy, lecz przed półmetkiem zostali wyprzedzeni przez Irlandczyków i finiszowali jako czwarci. Na piątym miejscu przez cały wyścig utrzymywali się reprezentanci Niemiec, zaś na szóstym płynęli Chińczycy, którzy do mety dotarli ze stratą przeszło 27 sekund do zwycięzców.
| Poz. | Tor | Zawodnicy                         | Państwo           | Rezultaty po przepłynięciu: | Rezultaty po przepłynięciu: | Rezultaty po przepłynięciu: | Rezultaty po przepłynięciu: | Rezultaty po przepłynięciu: | Rezultaty po przepłynięciu: | Rezultat końcowy | Kwal. |
| Poz. | Tor | Zawodnicy                         | Państwo           | 500m                        | 500m                        | 1000m                       | 1000m                       | 1500m                       | 1500m                       | Rezultat końcowy | Kwal. |
| ---- | --- | --------------------------------- | ----------------- | --------------------------- | --------------------------- | --------------------------- | --------------------------- | --------------------------- | --------------------------- | ---------------- | ----- |
| 1.   | 3   | Pierre Houin Jérémie Azou         | Francja           | 1:36,43                     | 1.                          | 3:19,08                     | 1.                          | 4:58,42                     | 1.                          | 6:34,43          | FA    |
| 2.   | 2   | Joshua Konieczny Andrew Campbell  | Stany Zjednoczone | 1:37,45                     | 2.                          | 3:19,89                     | 2.                          | 4:59,46                     | 2.                          | 6:35,19          | FA    |
| 3.   | 4   | Gary O’Donovan Paul O’Donovan     | Irlandia          | 1:38,78                     | 4.                          | 3:20,55                     | 3.                          | 5:00,07                     | 3.                          | 6:35,70          | FA    |
| 4.   | 5   | William Fletcher Richard Chambers | Wielka Brytania   | 1:37,55                     | 3.                          | 3:20,89                     | 4.                          | 5:00,57                     | 4.                          | 6:38,76          | FB    |
| 5.   | 1   | Moritz Moos Jason Osborne         | Niemcy            | 1:39,34                     | 5.                          | 3:23,96                     | 5.                          | 5:05,73                     | 5.                          | 6:59,28          | FB    |
| 6.   | 6   | Sun Man Wang Chunxin              | Chiny             | 1:39,42                     | 6.                          | 3:25,61                     | 6.                          | 5:11,51                     | 6.                          | 7:01,49          | FB    |

#### 2. półfinał A/B
Drugi wyścig półfinałowy A/B odbył się 11 sierpnia o godzinie 9:20 czasu lokalnego i był 6. wyścigiem rozgrywanym w tym dniu na torze wioślarskim. Wystąpiło w nim sześć osad: austriacka, polska, południowoafrykańska, norweska, włoska i duńska. Na początku dystansu na prowadzenie wysunęli się Norwedzy przed Włochami i reprezentantami RPA. Dzięki znacznemu przyśpieszeniu, osada południowoafrykańska przed półmetkiem wyprzedziła Włochów, a na ostatnim 500-metrowym odcinku również i Norwegów finiszując na pierwszym miejscu. Na ostatnich metrach Włochów wyprzedzili również Polacy, spychając ich na czwarte, niepremiowane awansem do finału A, miejsce. Przez cały dystans na piątym miejscu płynęli Duńczycy, zaś na szóstym Austriacy, którzy do mety dotarli ze stratą przeszło 15 sekund do zwycięzców.
| Poz. | Tor | Zawodnicy                            | Państwo           | Rezultaty po przepłynięciu: | Rezultaty po przepłynięciu: | Rezultaty po przepłynięciu: | Rezultaty po przepłynięciu: | Rezultaty po przepłynięciu: | Rezultaty po przepłynięciu: | Rezultat końcowy | Kwal. |
| Poz. | Tor | Zawodnicy                            | Państwo           | 500m                        | 500m                        | 1000m                       | 1000m                       | 1500m                       | 1500m                       | Rezultat końcowy | Kwal. |
| ---- | --- | ------------------------------------ | ----------------- | --------------------------- | --------------------------- | --------------------------- | --------------------------- | --------------------------- | --------------------------- | ---------------- | ----- |
| 1.   | 3   | James Thompson John Smith            | Południowa Afryka | 1:39,02                     | 3.                          | 3:21,11                     | 2.                          | 4:58,64                     | 2.                          | 6:38,01          | FA    |
| 2.   | 4   | Kristoffer Brun Are Strandli         | Norwegia          | 1:36,70                     | 1.                          | 3:18,53                     | 1.                          | 4:58,62                     | 1.                          | 6:38,65          | FA    |
| 3.   | 2   | Artur Mikołajczewski Miłosz Janowski | Polska            | 1:39,44                     | 4.                          | 3:22,53                     | 4.                          | 5:02,08                     | 4.                          | 6:40,23          | FA    |
| 4.   | 5   | Andrea Micheletti Marcello Miani     | Włochy            | 1:38,72                     | 2.                          | 3:21,71                     | 3.                          | 5:01,55                     | 3.                          | 6:40,45          | FB    |
| 5.   | 6   | Mads Rasmussen Rasmus Quist Hansen   | Dania             | 1:40,30                     | 5.                          | 3:23,53                     | 5.                          | 5:03,58                     | 5.                          | 6:45,05          | FB    |
| 6.   | 1   | Bernhard Sieber Paul Sieber          | Austria           | 1:40,66                     | 6.                          | 3:25,25                     | 6.                          | 5:07,11                     | 6.                          | 6:53,62          | FB    |

### Finały

#### Finał D
Finał D odbył się 12 sierpnia o godzinie 12:10 czasu lokalnego i był 18. wyścigiem rozgrywanym tego dnia na torze wioślarskim. Wystąpiły w nim dwie osady: hongkońska i angolska. Już na pierwszych 500 metrach reprezentanci Hongkongu wypracowali niemalże 3-sekundową przewagę nad Angolczykami. Prowadzenia nie oddali do końca wyścigu, wyprzedzając osadę angolską o niespełna 4 sekundy.
| Poz. | Tor | Zawodnicy                         | Państwo  | Rezultaty po przepłynięciu: | Rezultaty po przepłynięciu: | Rezultaty po przepłynięciu: | Rezultaty po przepłynięciu: | Rezultaty po przepłynięciu: | Rezultaty po przepłynięciu: | Rezultat końcowy |
| Poz. | Tor | Zawodnicy                         | Państwo  | 500m                        | 500m                        | 1000m                       | 1000m                       | 1500m                       | 1500m                       | Rezultat końcowy |
| ---- | --- | --------------------------------- | -------- | --------------------------- | --------------------------- | --------------------------- | --------------------------- | --------------------------- | --------------------------- | ---------------- |
| 1.   | 1   | Chiu Hin Chun Tang Chiu Mang      | Hongkong | 1:40,40                     | 1.                          | 3:26,09                     | 1.                          | 5:12,45                     | 1.                          | 6:57,95          |
| 2.   | 2   | André Matias Jean-Luc Rasamoelina | Angola   | 1:43,30                     | 2.                          | 3:32,12                     | 2.                          | 5:18,36                     | 2.                          | 7:01,74          |

#### Finał C
Finał C odbył się 12 sierpnia o godzinie 12:30 czasu lokalnego i był 20. wyścigiem rozgrywanym tego dnia na torze wioślarskim. Wystąpiło w nim sześć osad: japońska, turecka, brazylijska, szwajcarska, kubańska i chilijska. Na pierwszej połowie dystansu na prowadzeniu utrzymywali się Japończycy, zaś na drugim miejscu – Turkowie. W wyniku dużego wzrostu tempa na 500 metrów przed metą na prowadzeniu znajdowali się już Szwajcarzy, zaś Turków wyprzedzili Brazylijczycy zajmujący dotąd czwartą pozycję. Do mety osada brazylijska dogoniła jeszcze i nieznacznie wyprzedziła Japończyków, kończąc rywalizację na drugim miejscu, za Szwajcarami. Na ostatnim miejscu finiszowali ze stratą ponad 5 sekund Kubańczycy, którzy na ostatnich metrach zostali wyprzedzeni przez Chilijczyków.
| Poz. | Tor | Zawodnicy                         | Państwo    | Rezultaty po przepłynięciu: | Rezultaty po przepłynięciu: | Rezultaty po przepłynięciu: | Rezultaty po przepłynięciu: | Rezultaty po przepłynięciu: | Rezultaty po przepłynięciu: | Rezultat końcowy |
| Poz. | Tor | Zawodnicy                         | Państwo    | 500m                        | 500m                        | 1000m                       | 1000m                       | 1500m                       | 1500m                       | Rezultat końcowy |
| ---- | --- | --------------------------------- | ---------- | --------------------------- | --------------------------- | --------------------------- | --------------------------- | --------------------------- | --------------------------- | ---------------- |
| 1.   | 4   | Daniel Wiederkehr Michael Schmid  | Szwajcaria | 1:40,82                     | 3.                          | 3:24,21                     | 3.                          | 5:05,16                     | 1.                          | 6:42,57          |
| 2.   | 3   | Xavier Vela William Giaretton     | Brazylia   | 1:41,47                     | 4.                          | 3:25,21                     | 4.                          | 5:07,20                     | 2.                          | 6:44,80          |
| 3.   | 1   | Hiroshi Nakano Hideki Omoto       | Japonia    | 1:39,25                     | 1.                          | 3:22,05                     | 1.                          | 5,06,05                     | 2.                          | 6:45,81          |
| 4.   | 2   | Cem Yılmaz Hüseyin Kandemir       | Turcja     | 1:40,58                     | 2.                          | 3:24,13                     | 2.                          | 5:08,02                     | 4.                          | 6:47,06          |
| 5.   | 6   | Felipe Cárdenas Bernardo Guerrero | Chile      | 1:42,47                     | 6.                          | 3:27,20                     | 6.                          | 5:09,77                     | 6.                          | 6:47,67          |
| 6.   | 5   | Raúl Hernández Liosbel Hernández  | Kuba       | 1:42,34                     | 5.                          | 3:26,60                     | 5.                          | 5:08,80                     | 5.                          | 6:47,80          |

#### Finał B
Finał B odbył się 12 sierpnia o godzinie 9:20 czasu lokalnego i był 6. wyścigiem rozgrywanym tego dnia na torze wioślarskim. Wystąpiło w nim sześć osad: austriacka, niemiecka, włoska, brytyjska, duńska i chińska. Na pierwszych 500 metrach na czoło stawki wysunęli się Brytyjczycy i prowadzenia tego nie oddali do końca wyścigu. Na drugim miejscu początkowo płynęli Niemcy, a na trzecim Chińczycy, lecz na półmetku obie osady zostały wyprzedzone przez płynących coraz szybciej Włochów. Chińczycy później stracili jeszcze kolejną pozycję na rzecz Duńczyków. Na ostatnim miejscu przez cały dystans płynęli Austriacy, tracąc na mecie 14 sekund do zwycięzców.
| Poz. | Tor | Zawodnicy                          | Państwo         | Rezultaty po przepłynięciu: | Rezultaty po przepłynięciu: | Rezultaty po przepłynięciu: | Rezultaty po przepłynięciu: | Rezultaty po przepłynięciu: | Rezultaty po przepłynięciu: | Rezultat końcowy |
| Poz. | Tor | Zawodnicy                          | Państwo         | 500m                        | 500m                        | 1000m                       | 1000m                       | 1500m                       | 1500m                       | Rezultat końcowy |
| ---- | --- | ---------------------------------- | --------------- | --------------------------- | --------------------------- | --------------------------- | --------------------------- | --------------------------- | --------------------------- | ---------------- |
| 1.   | 4   | William Fletcher Richard Chambers  | Wielka Brytania | 1:35,60                     | 1.                          | 3:14,75                     | 1.                          | 4:52,85                     | 1.                          | 6:28,81          |
| 2.   | 3   | Andrea Micheletti Marcello Miani   | Włochy          | 1:37,05                     | 4.                          | 3:16,02                     | 2.                          | 4:54,09                     | 2.                          | 6:29,52          |
| 3.   | 2   | Moritz Moos Jason Osborne          | Niemcy          | 1:36,09                     | 2.                          | 3:16,74                     | 3.                          | 4:56,82                     | 3.                          | 6:32,30          |
| 4.   | 5   | Mads Rasmussen Rasmus Quist Hansen | Dania           | 1:38,17                     | 3.                          | 3:18,19                     | 5.                          | 4:58,36                     | 4.                          | 6:34,72          |
| 5.   | 6   | Sun Man Wang Chunxin               | Chiny           | 1:37,03                     | 3.                          | 3:17,99                     | 4.                          | 5:00,00                     | 5.                          | 6:40,74          |
| 6.   | 1   | Bernard Sieber Paul Sieber         | Austria         | 1:39,47                     | 6.                          | 3:20,93                     | 6.                          | 5:01,78                     | 6.                          | 6:42,19          |

#### Finał A
Finał A odbył się 12 sierpnia o godzinie 10:45 czasu lokalnego i był 14. wyścigiem rozegranym tego dnia na torze wioślarskim. Wystąpiło w nim sześć osad: irlandzka, amerykańska, południowoafrykańska, francuska, norweska i polska. Na pierwszych 500 metrach na czoło stawki wysunęli się Francuzi i prowadzenia tego nie oddali aż do końca wyścigu. Na drugim miejscu początkowo płynęli Norwegowie, a na trzecim – Amerykanie. Później ci drudzy zostali jednak wyprzedzeni przez reprezentantów RPA. Wszystkie trzy osady w drugiej części dystansu utraciły swoje pozycje na rzecz Irlandczyków, którzy wytracili najmniej prędkości względem swoich rywali i dzięki temu finiszowali na drugim miejscu. Jako trzeci do mety dopłynęli Norwegowie. Na ostatniej pozycji przez cały dystans płynęli Polacy, którzy stracili do zwycięzców przeszło 11 sekund.
| Poz.   | Tor | Zawodnicy                             | Państwo           | Rezultaty po przepłynięciu: | Rezultaty po przepłynięciu: | Rezultaty po przepłynięciu: | Rezultaty po przepłynięciu: | Rezultaty po przepłynięciu: | Rezultaty po przepłynięciu: | Rezultat końcowy |
| Poz.   | Tor | Zawodnicy                             | Państwo           | 500m                        | 500m                        | 1000m                       | 1000m                       | 1500m                       | 1500m                       | Rezultat końcowy |
| ------ | --- | ------------------------------------- | ----------------- | --------------------------- | --------------------------- | --------------------------- | --------------------------- | --------------------------- | --------------------------- | ---------------- |
| złoto  | 4   | Pierre Houin Jérémie Azou             | Francja           | 1:35,70                     | 1.                          | 3:14,91                     | 1.                          | 4:54,30                     | 1.                          | 6:30,70          |
| srebro | 1   | Gary O’Donovan Paul O’Donovan         | Irlandia          | 1:37,11                     | 5.                          | 3:15,97                     | 5.                          | 4:54,91                     | 2.                          | 6:31,23          |
| brąz   | 5   | Kristoffer Brun Are Strandli          | Norwegia          | 1:35,80                     | 2.                          | 3:15,50                     | 3.                          | 4:55,29                     | 3.                          | 6:31,39          |
| 4.     | 3   | James Thompson John Smith             | Południowa Afryka | 1:37,10                     | 4.                          | 3:15,77                     | 4.                          | 4:55,30                     | 4.                          | 6:33,29          |
| 5.     | 2   | Joshua Konieczny Andrew Campbell      | Stany Zjednoczone | 1:36,23                     | 3.                          | 3:15,04                     | 2.                          | 4:55,57                     | 5.                          | 6:35,07          |
| 6.     | 6   | Artur Mikołajczewski Miłosz Jankowski | Polska            | 1:38,11                     | 6.                          | 3:18,61                     | 6.                          | 5:00,90                     | 6.                          | 6:42,00          |

## Znaczenie
Złoty medal zdobyty przez Pierre’a Houina i Jérémiego Azou był dwunastym medalem reprezentacji Francji podczas igrzysk olimpijskich w Rio de Janeiro, w tym trzecim złotym. Poprzednie dwa złote medale zdobyli Denis Gargaud Chanut w konkursie C-1, w kajakarstwie górskim, oraz drużyna jeździecka w drużynowym WKKW. Dzień przed sukcesem Houina i Azou, francuscy wioślarze zdobyli jeszcze jeden brązowy medal. Wywalczyli go Thomas Baroukh, Thibault Colard, Guillaume Raineau oraz Franck Solforosi w konkursie czwórek bez sternika wagi lekkiej mężczyzn. W sumie podczas igrzysk olimpijskich Francuzi zdobyli 42 medale, z których 10 było wykonanych z najcenniejszego kruszcu. Medal Houina i Azou był także 683. medalem (w tym 205. złotym) wywalczonym przez reprezentację Francji w całej jej historii startów w letnich igrzyskach olimpijskich oraz 40. medalem (w tym 8. złotym) zdobytym przez Francuzów podczas olimpijskich regat wioślarskich. Kilka dni po rozegraniu finału wyścig skomentował Jérémie Azou:

Podczas wykonywania 5-10 ostatnich ruchów wiosłem czułem, że już więcej nie mogę, że dałem z siebie już wszystko, ale Pierre pociągnął łódź za sobą. Zaatakowaliśmy w odpowiednim momencie, co pozwoliło nam wypracować przewagę. W zasadzie byłem bardziej zestresowany gdy oglądałem powtórkę z finału niż podczas niego.

Srebrny medal braci Garyego i Paula O’Donovanów był pierwszym medalem zdobytym przez reprezentantów Irlandii podczas igrzysk olimpijskich w Rio de Janeiro i jednym z dwóch, które Irlandczycy zdobyli przed końcem imprezy. Drugi – również srebrny – zdobyła Annalise Murphy w regatach żeglarskich klasy Laser Radial. Był to także 30. medal wywalczony przez reprezentację Irlandii w całej jej historii startów w igrzyskach olimpijskich oraz pierwszy medal zdobyty przez Irlandczyków podczas olimpijskich regat wioślarskich. Po zakończeniu wyścigu Gary O’Donovan ocenił występ swój i brata:

To był nasz cel od kiedy zakwalifikowaliśmy się [na igrzyska olimpijskie]. Ukończyliśmy mistrzostwa świata na 11. miejscu i naszym celem było wygranie igrzysk olimpijskich, ale nie wracamy do domu zawiedzeni srebrnym medalem.

Brązowy medal Kristoffera Bruna i Are Strandliego był drugim medalem reprezentacji Norwegii podczas igrzysk olimpijskich w Rio de Janeiro i jednym z czterech medali, które Norwegowie zdobyli przed końcem imprezy. Wszystkie pozostałe również były brązowe. Norwescy wioślarze zdobyli podczas tych igrzysk jeszcze jeden medal. Dzień przed Brunem i Strandlim po brązowe medale sięgnęli Kjetil Borch i Olaf Tufte w wyścigu dwójek podwójnych. Medal Bruna i Strandliego był 150. medalem wywalczonym przez reprezentację Norwegii w całej jej historii startów w letnich igrzyskach olimpijskich oraz 16. medalem zdobytym przez Norwegów podczas olimpijskich regat wioślarskich. Zadowolenie z osiągniętego rezultatu wyraził Are Strandli:

Oczywiście złoty medal był blisko. Ale daliśmy z siebie wszystko. Medal olimpijski jest największą rzeczą, jaką możesz osiągnąć w tym sporcie. Nie da się tego opisać.